# Liste der Baudenkmäler in Mitterskirchen
Auf dieser Seite sind die Baudenkmäler in der niederbayerischen Gemeinde Mitterskirchen zusammengestellt. Diese Tabelle ist eine Teilliste der Liste der Baudenkmäler in Bayern. Grundlage ist die Bayerische Denkmalliste, die auf Basis des Bayerischen Denkmalschutzgesetzes vom 1. Oktober 1973 erstmals erstellt wurde und seither durch das Bayerische Landesamt für Denkmalpflege geführt wird. Die folgenden Angaben ersetzen nicht die rechtsverbindliche Auskunft der Denkmalschutzbehörde.

## Baudenkmäler nach Ortsteilen

### Mitterskirchen
| Lage                          | Objekt                                     | Beschreibung | Akten-Nr.    | Bild           |
| ----------------------------- | ------------------------------------------ | --- | ------------ | -------------- |
| Hofmarkstraße 1, 3 (Standort) | Katholische Pfarrkirche St. Johann Baptist | einschiffiger spätgotischer Bau mit leicht eingezogenem Chor und südseitigem Turm, um 1517, Ausbauten 1819 und 1890, 1910 nach Westen verlängert; mit Ausstattung. | D-2-77-134-1 | weitere Bilder |

### Atzberg
| Lage                 | Objekt                                     | Beschreibung | Akten-Nr.    | Bild                                       |
| -------------------- | ------------------------------------------ | --- | ------------ | ------------------------------------------ |
| Atzberg 6 (Standort) | Katholische Filialkirche Mariä Himmelfahrt | barocker Saalbau mit leicht eingezogenem, halbrund geschlossenem Chor und Dachreiter, 1680; mit Ausstattung                                                                                       | D-2-77-134-3 | Katholische Filialkirche Mariä Himmelfahrt |
| Atzberg 8 (Standort) | Ehemaliges Bauernhaus                      | mit verbrettertem Blockbau-Obergeschoss und flach geneigtem Satteldach, 18./19. Jahrhundert, im Kern ehemaliges Eremitenhaus und späteres Mesnerhaus aus dem dritten Viertel des 17. Jahrhunderts | D-2-77-134-4 | BW                                         |

### Fraundorf
| Lage                    | Objekt                                       | Beschreibung | Akten-Nr.     | Bild        |
| ----------------------- | -------------------------------------------- | --- | ------------- | ----------- |
| Fraundorf 13 (Standort) | Firstgedrehtes Stockhaus eines Vierseithofes | mit Blockbau-Obergeschoss, im Kern Ende 18. Jahrhundert; Südflügel, Remise, unverputzter Ziegelbau mit Giebelaufsätzen, hofseitig Ständerbohlenbau, 3. Viertel 19. Jahrhundert; Westflügel, Stadel mit Remise und Traidkasten, unverputzter Ziegelbau mit Giebelaufsätzen, hofseitig Ständerbohlenbau, 3. Viertel 19. Jahrhundert | D-2-77-134-11 | BW          |
| Fraundorf 24 (Standort) | Wohnstallhaus                                | erneuertes Halbstockhaus mit Blockbau-Obergeschoss, erneuertem Schrot, bemalten Balkenköpfen und flach geneigtem Satteldach, bezeichnet 1623. | D-2-77-134-10 | BW          |
| Fraundorf 29 (Standort) | Stadel                                       | Ostflügel des Hofes, mit Ständerbohlenwand und flach geneigtem Satteldach, Mitte 19. Jahrhundert | D-2-77-134-9  | BW          |
| Fraundorf 31 (Standort) | Stadel                                       | Ostflügel des Hofes, mit Blockbauteil (Traidkasten), Ständerbohlenwand und flach geneigtem Satteldach, Mitte 19. Jahrhundert | D-2-77-134-8  | Stadel      |
| Fraundorf 32 (Standort) | Zugehöriger Südflügel                        | Stadel mit Bundwerk, 3. Viertel 19. Jahrhundert, Dach nachträglich etwas erhöht. | D-2-77-134-7  | BW          |
| Fraundorf 34 (Standort) | Einfirsthof                                  | Mitterstallbau, Wohnteil zweigeschossiger Blockbau vom Typ eines Eckfletzhauses, mit ornamentalem Malschrot und Traufschrot, bezeichnet 1797, Dach später. | D-2-77-134-6  | Einfirsthof |

### Hofau
| Lage                | Objekt                                     | Beschreibung | Akten-Nr.     | Bild |
| ------------------- | ------------------------------------------ | --- | ------------- | ---- |
| Hofau 13 (Standort) | Katholische Filialkirche St. Jakobus d. Ä. | ehemalige Schlosskapelle, einschiffiger spätgotischer Bau, Langhaus und Chor von gleicher Breite, 2. Hälfte 15. Jahrhundert; mit Ausstattung. | D-2-77-134-12 | BW   |

### Oberham
| Lage                 | Objekt           | Beschreibung | Akten-Nr.     | Bild |
| -------------------- | ---------------- | --- | ------------- | ---- |
| Oberham 1 (Standort) | Zugehörig Stadel | zweitennig, mit Ständerbohlen-Bundwerk, 1. Hälfte 19. Jahrhundert; Remise, mit gemauertem Erdgeschoss und mit Traidkasten im Obergeschoss, 1. Hälfte 19. Jahrhundert | D-2-77-134-14 | BW   |

### Thal
| Lage              | Objekt                                       | Beschreibung | Akten-Nr.     | Bild |
| ----------------- | -------------------------------------------- | --- | ------------- | ---- |
| Thal 3 (Standort) | Ehemaliges Wohnstallhaus eines Dreiseithofes | Rottaler Bauernhaus, zweigeschossiger Blockbau, im Kern Ende 18. Jahrhundert, Dach nachträglich in Firstrichtung gedreht; Südflügel, Stadel, eintennig, mit Ständerbohlen-Bundwerk und flach geneigtem Satteldach, 1. Viertel 19. Jahrhundert | D-2-77-134-17 | BW   |

### Winiham
| Lage                  | Objekt                        | Beschreibung                                                            | Akten-Nr.     | Bild |
| --------------------- | ----------------------------- | ----------------------------------------------------------------------- | ------------- | ---- |
| Winiham 11 (Standort) | Ehemalige Remise (Nordflügel) | mit Ständerbohlenwänden im Obergeschoss, erstes Viertel 19. Jahrhundert | D-2-77-134-18 | BW   |